# Ilona Ziok
Ilona Ziok (1. Januar 1968 in Gliwice, Polen) ist eine polnisch-deutsche Dokumentarfilmerin.

## Leben
Ilona Zioks Familie emigrierte 1968 aus Polen nach Großbritannien, wo sie ihre Schulausbildung fortsetzte. Das Abitur machte sie an der Freiherr-vom-Stein-Schule in Frankfurt am Main.
1975 bis 1977 absolvierte sie ein Theater- und Filmstudium an der City University of New York und arbeitete am dortigen Bread and Puppet Theater mit. Von 1977 bis 1982 studierte sie Politologie, Slawistik und Theater- und Filmwissenschaften an der Goethe-Universität Frankfurt am Main, was sie 1982 mit einem Master abschloss. Anschließend trat sie für drei Jahre die Familienphase an. Von 1985 bis 1989 hatte sie ein DAAD-Stipendium für die Moskauer Filmakademie (VGIK) und promovierte 1989 in Frankfurt zu Wiktor Rosows Dramaturgie.
Ziok erhielt erste Dokumentarfilmaufträge vom Hessischen Rundfunk. Seit 1990 betreibt sie eine eigene Produktionsfirma. Ziok lebt in Berlin.

## Filmografie (Auswahl)
- 1993: Die Reise nach Tunesien
- 1995: Korridor (Produzent)
- 1999: Kurt Gerrons Karussell
- 2003: Die Bühnenrepublik (TV) (Produzent)
- 2006: Tiger (Produzent)
- 2006: The Sounds of Silents – Der Stummfilmpianist[2]
- 2009: Der Junker und der Kommunist[3]
- 2010: Fritz Bauer – Tod auf Raten[4]